# Jurunas
Gli Jurunas (anche Yuruna, Iuruna o Yudjá nella loro lingua) sono un gruppo etnico indigeno brasiliano del Mato Grosso, nell'area settentrionale del Parco Indigeno dello Xingu, nei pressi del fiume Maritsauá-Mitau in due villaggi.
Nel 2011 la popolazione Yudjá è di 348 persone; nel 2001 erano 278, e nel 1950 solo 37.
Parlano la lingua Juruna (codice ISO 639: JUR) e sono principalmente di fede animista.
Sono in gran parte coltivatori di manioca e pescatori.